# Buchnera pulcherrima
Buchnera pulcherrima är en snyltrotsväxtart som beskrevs av R. E. Fries. Buchnera pulcherrima ingår i släktet Buchnera och familjen snyltrotsväxter. Inga underarter finns listade i Catalogue of Life.